# Someone You Loved
Singles de Lewis Capaldi
Grace
(2018) Hold Me While You Wait
(2019)
Someone You Loved est un single de l'auteur-compositeur-interprète écossais Lewis Capaldi. Il a été publié pour la première fois le 8 novembre 2018 par Vertigo Records et Universal Music, en tant que troisième single de son EP Breach ; il a ensuite été inclus dans son premier album Divinely Uninspired to a Hellish Extent sorti en mai 2019. La chanson a été écrite par Lewis Capaldi, Samuel Romans, et les producteurs Thomas Barnes, Peter Kelleher et Benjamin Kohn.
Someone You Loved a été un succès commercial. Il a été le premier single de Lewis Capaldi numéro un des charts britanniques, une position qu'il a conservée pendant sept semaines consécutives. Il s'est également classé premier des charts irlandais. Aux États-Unis, le single a été un sleeper hit et s'est classé premier des charts américains au bout de 24 semaines.

## Genèse

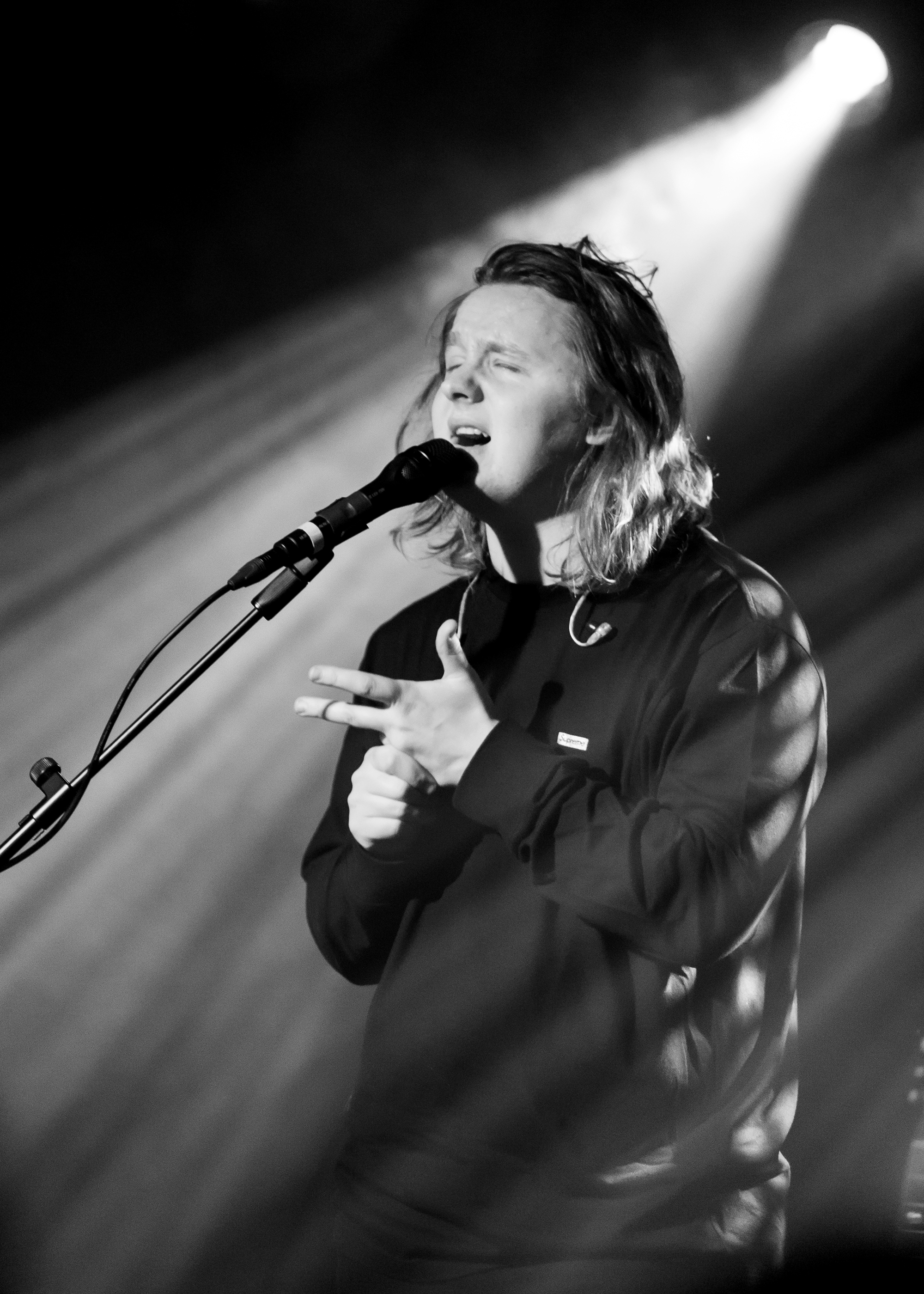
Lewis Capaldi en 2018.

Dans une interview au New Musical Express, Lewis Capaldi a révélé qu'il lui a fallu six mois pour écrire Someone You Loved. « Beaucoup de gens disent que « les meilleures chansons vous tombent dessus » et que ce sont les plus faciles à écrire et celles qui prennent le moins de temps ; je ne suis complètement pas d'accord avec ça. Je pense que mes meilleures chansons viennent quand je m'assois au piano, quand je me cogne la tête contre un mur de briques pendant des heures et des heures, pour à la fin avoir une bonne mélodie. » La chanson parle de perte ou de rupture vis-à-vis d'une personne qui comptait beaucoup.

## Clips
Deux clips vidéos sont sortis pour Someone You Loved.
Le premier, sorti le 8 février 2019, est dirigé par le réalisateur Phil Beastall et a pour vedette l'acteur Peter Capaldi, cousin de Lewis Capaldi. Il a été tourné à Buxton en janvier 2019. Le clip est un partenariat avec l'organisation Live Life Give Life pour promouvoir le don d'organes. Il met en scène un veuf essayant de se remettre de la mort de sa femme ; celle-ci a donné son cœur a une jeune mère et lui a ainsi sauvé la vie. Les deux familles se rencontrent et le personnage principal apprend que le cœur de sa défunte épouse continue de battre.
Le second, réalisé par Ozzie Pulin, est sorti le 29 août 2019. Lewis Capaldi y apparaît marchant dans la rue en suivant son ex-petite amie, alors que des amis et des inconnus tentent de l'empêcher de la suivre. Il a déclaré à la presse : « Je voulais montrer un autre côté de la chanson. Pour moi, le clip parle de gens dont on s'entoure, qui ont de la force quand on n'en a pas, et qui nous aident à continuer de prendre les bonnes décisions dans les moments difficiles. Sur le moment, on choisit souvent d'ignorer les amis et la famille, en pensant qu'on peut mieux juger, mais bien sûr avec du recul, quand on est dans cet état d'esprit, c'est presque impossible de prendre les bonnes décisions. »

## Classements, certifications et récompenses
Someone You Loved s'est classé premier des charts britanniques et y est resté sept semaines consécutives. Le 29 avril 2020, Someone You Loved est la chanson britannique qui est restée le plus longtemps (31 semaines en tout) dans le Top 10 des charts du Royaume-Uni.
C'est aussi le premier single de Lewis Capaldi à se classer dans les charts américains et à y être numéro 1.
En Irlande, Someone You Loved a cumulé 26,8 milliards de streams audio et vidéo en 2019, et a été la chanson la plus vendue dans le pays pendant cette année.
| Pays (2018–19)                          | Meilleur classement |
| --------------------------------------- | ------------------- |
| Allemagne (Media Control AG)            | 18                  |
| Australie (ARIA)                        | 4                   |
| Autriche (Ö3 Austria Top 40)            | 8                   |
| Belgique (Flandre Ultratop 50 Singles)  | 2                   |
| Belgique (Wallonie Ultratop 50 Singles) | 2                   |
| Brésil (Top 100 Brasil)                 | 2                   |
| Canada (Hot 100)                        | 1                   |
| Canada (CHR/Top 40)                     | 1                   |
| Canada (Hot AC)                         | 1                   |
| Danemark (Tracklisten)                  | 7                   |
| Écosse (OCC)                            | 1                   |
| Espagne (PROMUSICAE)                    | 45                  |
| États-Unis (Hot 100)                    | 1                   |
| États-Unis (Adult Contemporary)         | 1                   |
| États-Unis (Adult Pop Songs)            | 1                   |
| États-Unis (Pop Airplay)                | 1                   |
| États-Unis (Rolling Stone Top 100)      | 4                   |
| Finlande (Suomen virallinen lista)      | 12                  |
| France (SNEP)                           | 20                  |
| France (SNEP Ventes)                    | 4                   |
| Hongrie (Single Top 40)                 | 22                  |
| Hongrie (Stream Top 40)                 | 22                  |
| Irlande (IRMA)                          | 1                   |
| Italie (FIMI)                           | 5                   |
| Lettonie (LAIPA)                        | 10                  |
| Malaisie (RIM)                          | 1                   |
| Nouvelle-Zélande (Recorded Music NZ)    | 4                   |
| Norvège (VG-lista)                      | 3                   |
| Pays-Bas (Single Top 100)               | 9                   |
| Pologne (ZPAV)                          | 25                  |
| Portugal (AFP)                          | 8                   |
| Tchéquie (IFPI Rádio)                   | 1                   |
| Roumanie (Airplay 100)                  | 22                  |
| Royaume-Uni (UK Singles Chart)          | 1                   |
| Singapour (RIAS)                        | 4                   |
| Slovaquie (IFPI Rádio)                  | 8                   |
| Slovénie (SloTop50)                     | 7                   |
| Suède (Sverigetopplistan)               | 6                   |
| Suisse (Schweizer Hitparade)            | 3                   |

| Pays (2019)                                      | Classement |
| ------------------------------------------------ | ---------- |
| Allemagne (Official German Charts)               | 12         |
| Australie (ARIA)                                 | 5          |
| Autriche (Ö3 Austria Top 40)                     | 6          |
| Belgique (Flandre Ultratop)                      | 1          |
| Belgique (Wallonie Ultratop)                     | 3          |
| Canada (Canadian Hot 100)                        | 19         |
| Danemark (Tracklisten)                           | 6          |
| États-Unis (Billboard Hot 100)                   | 27         |
| États-Unis (Billboard US Adult Contemporary)     | 17         |
| États-Unis (Billboard US Adult Top 40)           | 9          |
| États-Unis (Billboard US Dance/Mix Show Airplay) | 23         |
| États-Unis (Billboard US Mainstream Top 40)      | 19         |
| États-Unis (Rolling Stone Top 100 Songs)         | 16         |
| Irlande (IRMA)                                   | 1          |
| Italie (FIMI)                                    | 18         |
| Lettonie (LAIPA)                                 | 11         |
| Nouvelle-Zélande (Recorded Music NZ)             | 5          |
| Pays-Bas (Dutch Top 40)                          | 6          |
| Pays-Bas (Single Top 100)                        | 7          |
| Roumanie (Airplay 100)                           | 74         |
| Royaume-Uni (Official Charts Company)            | 1          |
| Slovénie (SloTop50)                              | 12         |
| Suède (Sverigetopplistan)                        | 7          |
| Suisse (Schweizer Hitparade)                     | 3          |

### Certifications
| Pays | Certifications | Unités certifiées/vendues |
| --- | -------------- | ------------------------- |
| Allemagne (BVMI) | Platine        | 400 000^                  |
| Australie (ARIA) | 15 × Platine   | 1 050 000‡                |
| Autriche (IFPI Autriche) | Platine        | 30 000*                   |
| Belgique (BEA) | 4 × Platine    | 160 000*                  |
| Brésil (ABPD) | Diamant        | 160 000*                  |
| Canada (MC) | 2 × Diamant    | 1 600 000‡                |
| Danemark (IFPI Danemark) | Platine        | 90 000^                   |
| Espagne (PROMUSICAE) | 3 × Platine    | 120 000^                  |
| États-Unis (RIAA) | Diamant        | 10 000 000‡               |
| France (SNEP) | Diamant        | 50 000 000‡               |
| Italie (FIMI) | 5 × Platine    | 500 000‡                  |
| Nouvelle-Zélande (RMNZ) | 5 × Platine    | 150 000*                  |
| Norvège (IFPI Norvège) | Platine        | 60 000‡                   |
| Pays-Bas (NVPI) | 2 × Platine    | 160 000‡                  |
| Pologne (ZPAV) | 4 × Platine    | 80 000*                   |
| Portugal (AFP) | 2 × Platine    | 40 000^                   |
| Royaume-Uni (BPI) | 10 × Platine   | 6 000 000‡                |
| Suède (GLF) | 3 × Platine    | 24 000 000‡               |
| « * » représente les chiffres de vente, basés sur la certification uniquement. « ^ » représente les chiffres de vente en termes d’import-export, basés sur la certification uniquement. « ‡ » représente les chiffres de vente et de diffusion, basés sur la certification uniquement. |                |                           |

### Récompenses et nominations
| Année | Organisation             | Catégorie/Récompense              | Résultat   | Ref.    |
| ----- | ------------------------ | --------------------------------- | ---------- | ------- |
| 2019  | Q Awards                 | Best Track                        | Lauréat    | [ 92 ]  |
| 2019  | NRJ Music Awards         | Chanson internationale de l'année | Nomination | [ 93 ]  |
| 2019  | BBC Teen Awards          | Best Single                       | Lauréat    | [ 94 ]  |
| 2020  | Grammy Awards            | Song of the Year                  | Nomination | [ 95 ]  |
| 2020  | Brit Awards              | Song of the Year                  | Lauréat    | [ 96 ]  |
| 2020  | Global Awards            | Best Song of 2019                 | Nomination | [ 97 ]  |
| 2020  | Global Awards            | Most Played Song 2019             | Lauréat    | [ 97 ]  |
| 2020  | iHeartRadio Music Awards | Best Lyrics                       | Nomination | [ 98 ]  |
| 2020  | Billboard Music Awards   | Top Hot 100 Song                  | Nomination | [ 99 ]  |
| 2020  | Billboard Music Awards   | Top Selling Song                  | Nomination | [ 99 ]  |
| 2020  | American Music Awards    | Favorite Song - Pop/rock          | Nomination | [ 100 ] |

## Historique de sortie
| Pays        | Date            | Format                              | Label              | Ref.    |
| ----------- | --------------- | ----------------------------------- | ------------------ | ------- |
| Royaume-Uni | 8 novembre 2018 | Streaming, téléchargement numérique | Virgin             | [ 101 ] |
| États-Unis  | 16 avril 2019   | Diffusion radiophonique             | - Vertigo - Virgin | [ 102 ] |